# بنية البيانات المكانية

بنية البيانات المكانية أو هيكلية البيانات المكانية هي شبكة معقدة لتبادل البيانات المكانية, تشمل هذه الشبكة مجموعة تقنيات و السياسات والإجراءات الإدارية و المستخدمين التي تتعاون بشكل فعال فيما بينها لتأمين الوصول إلى البيانات المكانية بشكل فعال .
تتكون بنية البيانات المكانية على وجه التحديد من البيانات الموضوعية المكانية و البيانات الأساسية المكانية التي تتموضع ضمن قاعدة بيانات في الحاسوب, بحيث تتم معالجة هذه البيانات من قبل المختصين و تصبح بمتناول المستخدمين.
نتيجة لضخامة البيانات و كلفة الإجراءات فإن بنية البيانات المكانية تتولاها الحكومات و لا تتم بشكل إفرادي.
على صعيد الاتحاد الأوروبي مثلاً تم إنشاء بنية البيانات المكانية الأوربية المسماة(European Spatial Data Infrastructure) و اختصاراً ESDI.

## مواضيع ذات صلة
- البيانات الأساسية المكانية
- البيانات المكانية
- البيانات الموضوعية المكانية
- قاعدة بيانات